# ولسوالی مهترلام
مهترلام یکی از ولسوالی‌های ولایت لغمان در خاور افغانستان است. جمعیت آن در سال ۲۰۰۶ میلادی، ۱۱۲،۸۵۶ نفر اعلام شده است.